# Jake Delhomme

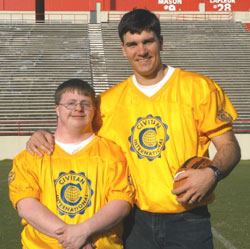
Jake Delhomme tillsammans med sin kusin Kevin Melancon.

Jake Delhomme, född 10 januari 1975 i Breaux Bridge i Louisiana, är en amerikansk fotbollsspelare som spelar  Quarterback i NFL för Carolina Panthers.
Han är nu inne på sin elfte säsong i NFL varav han gjort sex i Carolina.